# Trzos (pas)

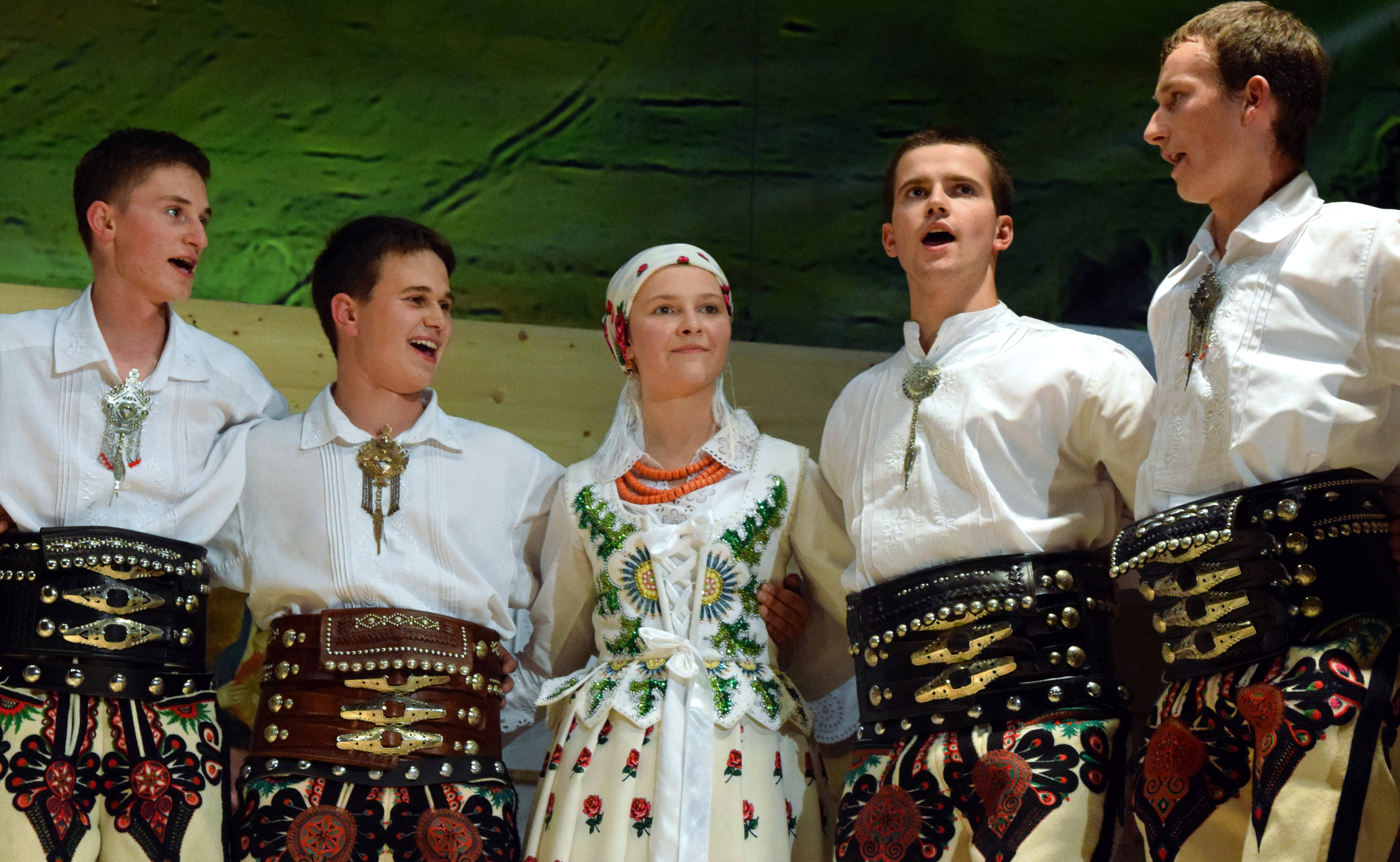
Przykład paradnego użycia pasa góralskiego w stroju górali podhalańskich

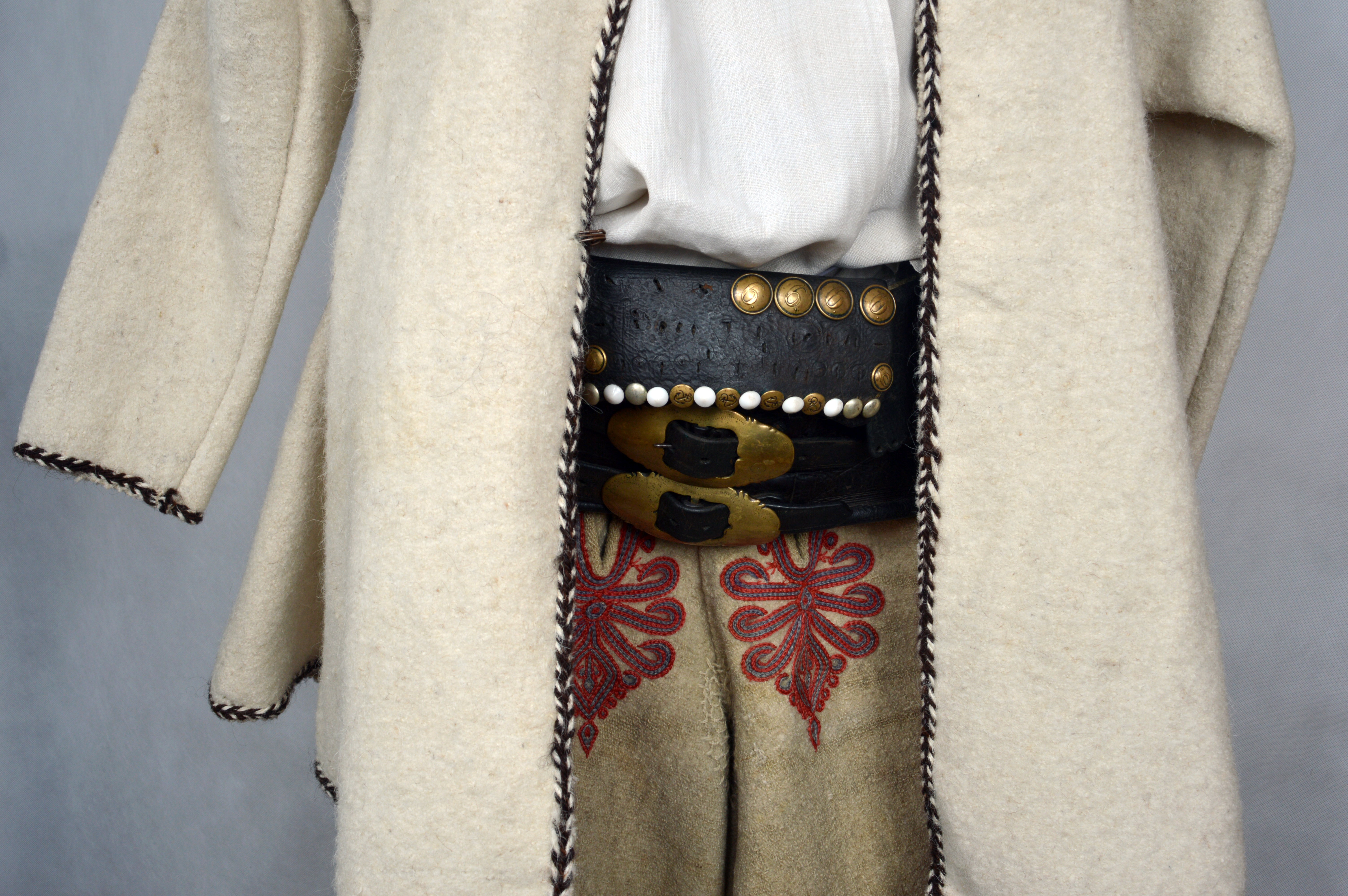
Sposób noszenia trzosa – prezentacja na eksponatach z kolekcji Muzeum Tatrzańskiego w Zakopanem

Trzos (pas bacowski) – skórzany pas noszony przede wszystkim przez górali w stroju tradycyjnym, ale też w stroju grup małopolskich i np. u Lachów Sądeckich.

## Funkcja i nazwa
Trzos miał za zadanie chronić jamę brzuszną noszącego, dlatego opinał ciało od bioder aż do piersi. Noszony był głównie przez baców (stąd nazwa pas bacowski), a młodzi mężczyźni nakładali go w celach paradnych.

## Opis wzornictwa
Trzos zazwyczaj jest wytłaczany i wybijany mosiężnymi guzami, zapinany na trzy lub cztery klamry (np. u górali żywieckich i podhalańskich). Pasy podwójne u górali podhalańskich miały rodzaj kieszeni, gdzie wtykano kapciuch z tabaką, fajeczkę, krzesiwo, chustkę itp., a na wiszącym u pasa łańcuszku przyczepiano nóż albo przetyczkę do fajki. Małopolskie trzosy często „pośkliwiano”, czyli lakierowano, a bardziej paradne (do stroju reprezentacyjnego) obficie obijano błyszczącymi gwoździkami.